# Tania Mascorro
Tania Guadalupe Mascorro Osuna (La Reforma, municipio de Angostura, Sinaloa, México, 24 de noviembre de 1988) es una atleta mexicana especializada en halterofilia.

## Trayectoria deportiva
Mascorro participó en el Campeonato Mundial de Levantamiento de Pesas de 2017, celebrado en Anaheim, Estados Unidos, donde obtuvo medalla de bronce en la categoría de más de 90 kilogramos. En el Campeonato Panamericano de Levantamiento de Pesas en Miami, en 2017, la atleta ganó medalla de bronce en la categoría de más de 90 kilogramos.
Para los Juegos Olímpicos de Río de Janeiro 2016, la Federación Mexicana de Levantamiento de Pesas decidió no integrar a Mascorro al representativo mexicano en los juegos. El entonces directivo de la Comisión Nacional de Cultura Física y Deporte, Alfredo Castillo Cervantes, acusó a la federación de haber hecho arbitrariamente dicha selección y bajo condiciones no claras.
En los XXIII Juegos Centroamericanos y del Caribe de Barranquilla 2018, Mascorro ganó medalla de oro en la modalidad de envión en la categoría de más de 90 kilogramos, situando un récord en el evento al levantar 152. En la modalidad de arranque, Mascorro ganó medalla de plata.